# Formación Chapel Island

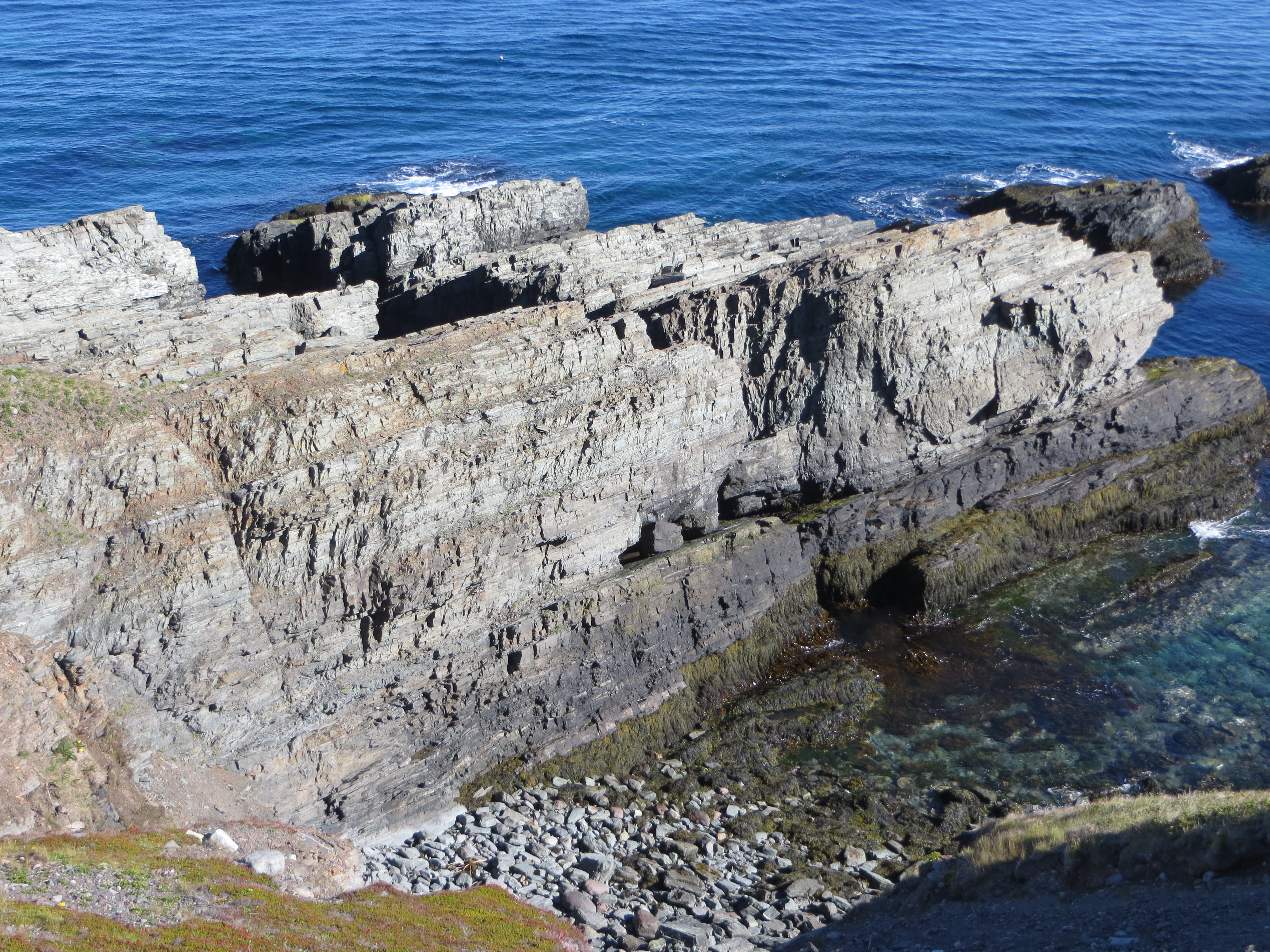
Sección del límite Ediacaran-Cámbrico en Fortune Head, Terranova.

La  Formación Chapel Island es una formación geológica sedimentaria de la Península de Burin, Terranova, Canadá. Se trata de una espesa sucesión de más de 1000 m de depósitos siliciclásticos que fueron depositados durante la edad Fortuniense, incluyendo el límite Proterozoico-Cámbrico.
La Formación Chapel Island se encuentra por encima de la Formación Rencontre y por debajo de la Formación Random.